# Vicente Guallart
 (janvier 2012).
Vicente Guallart est un architecte espagnol, né en 1963 (Valence, Espagne). Il fonde son agence en 1992 avec son équipe composée de Maria Diaz, Andrea Imaz, Fernando Meneses et Daniela Frogheri.

## Biographie
Vicente Guallart est formé à la ETSA (Escuela Técnica Superior de Arquitectura) de Valence où il obtient son diplôme en 1989. En 1992 il ouvre sa propre agence Guallart Architects à Barcelone où il développe des projets qui mettent en jeu des échelles multiples, de l'urbanisme à la construction. Il devient cofondateur du Festival for Advanced Architecture "Metapolis" en 1999. Aujourd'hui, professeur et directeur de Recherche en Architecture à l'Institut de Catalogne (IaaC), il suit des étudiants sur le développement des technologies d'avant-garde afin de concevoir et produire des prototypes d'habitats auto-suffisants. 

## Philosophie
Vicente Guallart définit la nature comme étant l'image de l'architecture. Il explore la ville comme une hybridation médiatique entre la nature et le digital[Quoi ?]. Les éléments de la nature deviennent artificiels et les montagnes sont habitées (Cf.Los edificios son montanas).
La nature est artificiellement naturelle et naturellement artificielle, il s'agit de représenter le monde réel habitable à partir du monde virtuel, de cartographier, les montagnes, les cours d'eau, l'ensoleillement, les vues, la végétation.
Son agence produit des installations, aménagement de quais, pavillons solaires… Il a une volonté de stimuler la vie à travers des lieux à fort caractère social. Ses projets mettent en jeu les nouvelles technologies influencées par l'énergie solaire pour créer des bâtiments auto-suffisants qui engendrent à eux-mêmes un design et des formes architecturales nouvelles. 

### Sociopolis Greenhouse

#### Le projet urbain
2002 : Le projet Sociopolis Greenhouse est soutenu par la Generalitat Valenciana pour la construction d'un nouveau modèle de quartier de résidences collectives à régime principalement locatif.
L'objectif de ce dernier est d'explorer les différentes possibilités de création d'un "habitat partagé" qui permettrait une meilleure interaction de la vie sociale . Le projet propose des nouvelles typologies d'habitations adaptées aux nouveaux schémas familiaux en y introduisant la notion de développement durable et des édifices à haute qualité environnementale (HQE).
L'ensemble fut présenté à la Biennale de Venise de 2008 (Researching in Order to Act). Le projet est composé de logements sociaux qui répondent aux nouveaux schémas familiaux (jeunes couples, personnes âgées, familles monoparentales). Les résidences peuvent être louées ou acquérir un propriétaire. L'environnement urbain est composé d'espaces verts et des équipements qui stimulent l'interaction sociale et une nouvelle architecture. 
Le projet fut présenté à la Biennale de Valence en 2003. Treize architectes de renommée internationale ont participé à sa réalisation. Ce dernier propose un nouveau modèle de développement urbain au travers des logements et équipements multifonctionnels qui s'intègrent dans l'environnement agricole en adoptant le modèle du Huerta (verger) méditerranéen. 
Cette transformation urbaine permet de protéger la superficie du Huerta (zones agricoles traditionnelles situées autour de la ville de Valence) qui est irrigué avec les eaux de la rivière Turia. Ce développement urbain promeut la protection du paysage et de l'environnement couplé à la fonction sociale[Interprétation personnelle ?].
Dans le quartier concerné par le projet, quatre parties historiques sont conservés et notamment autour de ces dernières, une zone de "vergers urbains" entretenus par les habitants du quartier. L'interaction sociale et le sens communautaire est encouragé à travers des installations sportives (terrain de football, piste d'athlétisme) et aussi, des zones de jeux et terrains de skate-board. 
Les édifices sont tous orientés vers le parc central qui s'étale sur une surface de 120 000 m2 et  est accessible depuis un chemin couronnant l'ensemble.
En plus des blocs et des tours, le quartier concentre des équipements aux programmes hybrides, ouverts sur la vie publique organisée dans le quartier.

#### Les édifices
Sociopolis est composé d'édifices résidentiels disposés le long de la zone définie de façon que les édifices aient une vue sur le parc central et les équipements qui sont placés à l'intérieur ou au bord du  parc. Celui-ci permet une transition d'échelle entre les édifices résidentiels et les divers espaces du parc. Sauf les parcelles scolaires, tous les équipements fonctionneront avec les édifices résidentiels locatifs. Cette mixité entre les édifices résidentiels et les équipements sont suivis d'une transition avec les espaces du parc qui leur octroie un caractère hybride.
18 architectes ont participé au projet :
- Vicente Guallart avec la Sharing Tower
- Toyo Ito, logement pour personnes âgées
- Willy Muller Architectes avec la Pile Tower
- Manuel Gausa avec la Topographie résidentielle
- Scape Architecture, Duncan Lewis avec Huerta M3
- R&SIE Architectes, François Roche, un foyer pour jeunes Cajas en Obra
- Greg Lynn Form avec Geode Block.
- YO2 Architectes, Young Joon Kim avec Urban Mat
- J.M. Lin / The Observer Design Group, conservatoire de musique Valencia Block
- EA Architectes, Antonio Lleyda, Eduardo de la Peña avec domEXTica
- SOGO Architectes, centre agricole
- MAP Architectes, Jose Luis Mateo, tour de logements
- MVRDV avec la Huerta Tower
- Colomer & Dumont avec TOB
- Arquitecturas Torres Nadal avec R-10 Tower
- Arquitectura Mediterranea, José María Lozano, avec la Torre Radial
- Abalos & Herreros avec la Torre Solar
- NO.MAD Arquitectos, Eduardo Arroyo avec 101373

## Prix
- 1991 : Prix Europan II avec le projet de la Plaza del Arbol et les environs de Valence.
- 1992 : Prix FAD pour la maison dans le centre historique de Barcelone.
- 1995 : Prix Möbius des multimédias pour le meilleur CD-ROM espagnol pour Mateo at ETH.
- 1996 : Finaliste du Prix IberFAD pour la Maison à Liria, Espagne.
- 2000 : Prix Möbius pour le meilleur CD-ROM espagnol.
- 2002 : Prix Cuitat de Barcelone pour Media House.
- 2003 : Premier Prix du Concours New Taiwan by Design, redéfinition du port de Fugge et de Batouz, Taïwan.

Premier Prix du Concours d'un Centre Polyvalent à Castle Quarry.
- 2004 : Premier Prix pour le front de mer de Vinaroz, Espagne.
- 2005 : Premier Prix du Concours Sociopolis Green House, Valence, Espagne.

Premier Prix du Concours Hotel Husa, Tarragone, Espagne. 
- 2007 : Nomination pour le Prix Rey Jaime I de l'urbanisme, paysage et développement durable.

Premier Prix du Premio Nacional a la Cultura Arquitectónica y Urbanística Sostenible del Foro Civitas Nova 2007, Espagne. 
Premier Prix du Concours Vinaròs sea pavillion, Plage de Fora Forat, Espagne. 
- 2008 : Finaliste du Prix FAD, Barcelone, Espagne,

Deuxième Prix pour le Concours du Musée d'Art Contemporain de Wroclaw, Pologne
- 2010 : Troisième Prix de la Compétition " Spanish Pavillion Project" pour l'Exposition Internationale de Shanghai.

Premier Prix du Concours Taiwan Gateways pour la construction du nouveau front de mer de Keelung, Taïwan.  
- 2012 : Sélection du Master Plan pour l'Exposition de Wroclaw, Pologne.

## Expositions personnelles
- 1998 : The House of the Digital Man, COAM.
- 2000 : La Beauté de la Nature, Avignon.
- 2004 : Media. Mountians and Architecture, Galia Ras, Barcelone.
- 2007 : Natural Logics, IVAM, Valence.
- 2010 : Geologics, American Institute of Architects, Washington.

## Expositions collectives
- 1998 :  Fabrications, MACBA, MOMA, SFMOMA, WEXNER. 36 modèles pour une maison, Bordeaux, France. Barcelona Metapolis, Barcelone, Espagne.
- 2000 : Against Architecture, Espai art contemporani Castello (EACC). Archilab, Orléans, France.
- 2001 : Urban Natures, EACC. Exhibition HLM, Ministère de l'Equipement, Espagne. Archilab, Orléans, France. Biennale de Venise avec ses projets Ecity et Metapolis, Venise, Italie.
- 2003 : Hipercatalunya, MACBA, Barcelone, Espagne. Biennale de Valence avec Sociopolis, Valence, Espagne.
- 2004 : Sociopolis, Arlitertur Zentrum, Vienne, Autriche.
- 2006 : On Site. New Architecture in Spain, MOMA, États-Unis.
- 2007 : Exposition Génération, Paris, France. Construccions Patents. Nouvelle architecture en Catalogne, Francfort, Allemagne. Biennale Internationale d'Architecture de São Paulo, Brésil.
- 2008 : Archilab, Orléans. Biennale Internationale d'Art Contemporain de Séville, Espagne. Biennale de Venise XI : Out There: Architecture Beyond Building avec son projet Hyperhabitat : Reprogramming the World, Venise, Italie.
- 2010 : Una ciudad llamada España, Athènes, Grèce.

### De Vicente Guallart
- Vincent Guallart, Re-Natu Ralisation : Vicente Guallart, Huazhong University of Science and Technology Press, février 2008, 320 p. (ISBN 978-7-5609-4861-4 et 7-5609-4861-8)
- Vincent Guallart et Tom Carr, Us Trade Center Graphics in Europe : Lanfranco Bombelli, Actar, juin 2009, 96 p. (ISBN 978-84-96540-61-3)
- Vicente Guallart, Sociopolis, project for a city of the future, M.art Contemporain Barcelona, décembre 2004, 256 p. (ISBN 978-84-95951-83-0 et 84-95951-83-5)
- Vicente Guallart, W. Muller, Cappelli, Self-sufficient housing 1st advanced architecture contest, Actar, juin 2006 (ISBN 978-84-96540-43-9 et 84-96540-43-X)
- Vicente Guallart,M. Gausa, W. Muller, Barcelona Metapolis, Actar, 1998 (ISBN 84-95951-22-3)
- Vicente Guallart, Geologics geography information and architecture, Actar, mars 2003, 240 p. (ISBN 978-84-89698-76-5 et 84-89698-76-7)
- Vicente Guallart, Logica Natural, IVAM Centre Julio Gonzalez, février 2007, 154 p. (ISBN 978-84-482-4738-6 et 84-482-4738-8)
- Vincente Guallart et Lucas Cappelli, Self-Fab House, 2nd Advanced Architecture Contest, Barcelone, Actar, 2010, 384 p.
- Vicente Guallart, Willy Müller, Manuel Gausa, Federico Soriano, José Morales, Fernando Porras, The Metapolis Dictionary of Advanced Architecture, Actar, 2002, 580 p. (ISBN 84-95951-22-3)
- Vicente Guallart et Laura Cantarella, Geo Cat, Territorial loops, Actar, 2005, 404 p.
- Vicente Guallart and Willy Müller, Manuel Gausa, HiCat, Research Territories, Actar, 2005

## Sources
- http://www.doopaper.com/pubs/promateriales/promat47c/?p=183
- http://www.archilab.org/public/2000/catalog/gualla/guallafr.htm
- http://www.yean.info/img/YEAN_archilab.pdf
- http://www.scalae.net/perfil/guallart-architects
- http://www.fondarch.lu/fondation/bibliotheque/mateo-eth
- Neil Leach, Digital Cities, Ad: Architectural Design, 2009, 137 p.
- https://www.youtube.com/watch?v=aGHJBATJlwg